# Eudendrium rugosum
Eudendrium rugosum is een hydroïdpoliep uit de familie Eudendriidae. De poliep komt uit het geslacht Eudendrium. Eudendrium rugosum werd in 1940 voor het eerst wetenschappelijk beschreven door Fraser. 